# Company (Doctor Who)

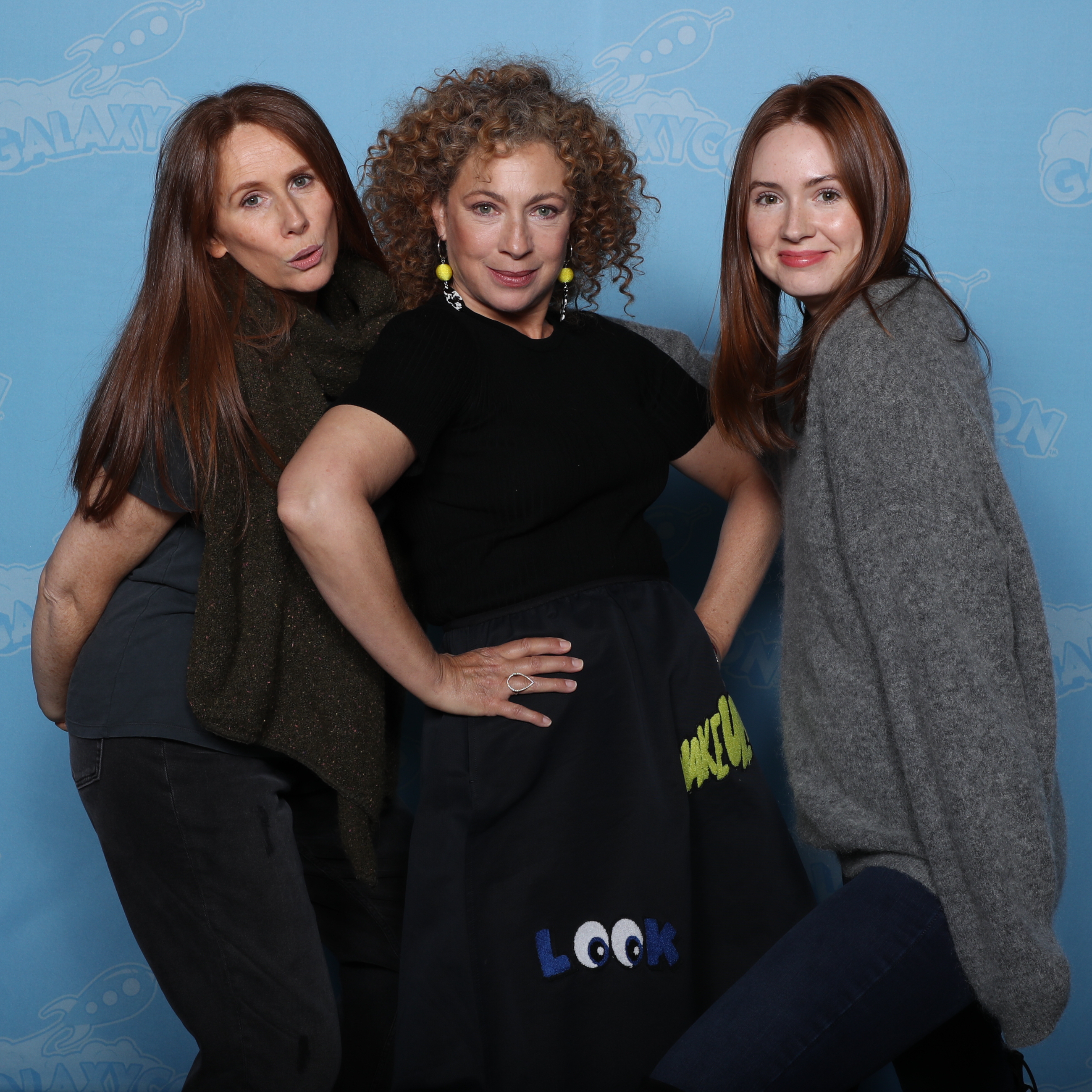
Les actrius Catherine Tate, Alex Kingston i Karen Gillan a la GalaxyCon de Minneapolis de 2019.

A la longeva sèrie de ciència-ficció de la BBC Doctor Who i els seus treballs relacionats, el terme company (de l'anglès companion) es refereix a un personatge que viatja amb el doctor o comparteix les seves aventures. En la major part de les històries de Doctor Who, l'acompanyant principal actua com a portaveu de l'audiència. Proporciona el prisma a través del qual l'espectador entra a la sèrie. El personatge de l'acompanyant, moltes vegades, desencadena la història fent preguntes i ficant-se en embolics, o ajudant, rescatant o desafiant al Doctor. Aquesta designació l'apliquen els productors del programa a un personatge, i així apareix en el material promocional de la BBC i la seva terminologia fora de pantalla. Fins al retorn de la sèrie el 2005, el terme poques vegades s'usava en pantalla. El Doctor també es refereix als altres personatges principals com els seus "amics" o "assistents", la premsa britànica també ha fet servir aquest últim terme.

## Llista d'acompanyants

### Primer Doctor
| Company        | Actor           | Temporades | Primer serial                        | Últim serial            | Aparicions amb el Primer Doctor |
| -------------- | --------------- | ---------- | ------------------------------------ | ----------------------- | ------------------------------- |
| Susan Foreman  | Carole Ann Ford | 1–2        | An Unearthly Child                   | The Five Doctors        | 11                              |
| Barbara Wright | Jacqueline Hill | 1–2        | An Unearthly Child                   | The Chase               | 16                              |
| Ian Chesterton | William Russell | 1–2        | An Unearthly Child                   | The Chase               | 16                              |
| Vicki          | Maureen O'Brien | 2–3        | The Rescue                           | The Myth Makers         | 9                               |
| Steven Taylor  | Peter Purves    | 2–3        | The Chase                            | The Savages             | 10                              |
| Katarina       | Adrienne Hill   | 3          | The Myth Makers                      | The Daleks' Master Plan | 2                               |
| Sara Kingdom   | Jean Marsh      | 3          | The Daleks' Master Plan              | The Daleks' Master Plan | 1                               |
| Dodo Chaplet   | Jackie Lane     | 3          | The Massacre of St Bartholomew's Eve | The War Machines        | 6                               |
| Polly          | Anneke Wills    | 3–4        | The War Machines                     | The Tenth Planet        | 3                               |
| Ben Jackson    | Michael Craze   | 3–4        | The War Machines                     | The Tenth Planet        | 3                               |

### Segon Doctor
| Company                      | Actor                      | Temporades       | Primer serial           | Últim serial       | Aparicions amb el Segon Doctor |
| ---------------------------- | -------------------------- | ---------------- | ----------------------- | ------------------ | ------------------------------ |
| Polly                        | Anneke Wills               | 4                | The Power of the Daleks | The Faceless Ones  | 6                              |
| Ben Jackson                  | Michael Craze              | 4                | The Power of the Daleks | The Faceless Ones  | 6                              |
| Jamie McCrimmon              | Frazer Hines Hamish Wilson | 4–6, 22          | The Highlanders         | The Two Doctors    | 21 (20 com acompanyant)        |
| Victoria Waterfield          | Deborah Watling            | 4–5              | The Evil of the Daleks  | Fury from the Deep | 7                              |
| Zoe Heriot                   | Wendy Padbury              | 5–6              | The Wheel in Space      | The War Games      | 9 (8 com acompanyant)          |
| Brigadier Lethbridge-Stewart | Nicholas Courtney          | Especial de 1983 | The Five Doctors        | The Five Doctors   | 3 (1 com acompanyant)          |

### Tercer Doctor
| Company          | Actor            | Temporades | Primer serial        | Últim serial     | Aparicions amb el Tercer Doctor |
| ---------------- | ---------------- | ---------- | -------------------- | ---------------- | ------------------------------- |
| Liz Shaw         | Caroline John    | 7          | Spearhead from Space | Inferno          | 5 (4 com acompanyant)           |
| Jo Grant         | Katy Manning     | 8–10       | Terror of the Autons | The Green Death  | 15                              |
| Sarah Jane Smith | Elisabeth Sladen | 11-14      | The Time Warrior     | The Five Doctors | 6                               |

#### Disputats
Els següents tres personatges, tots associats amb UNIT durant l'exili del Tercer Doctor a la Terra són considerats acompanyants per algunes fonts, tot i aparèixer irregularment en el programa.
| Personatge                   | Actor             | Temporades | Primera aparició         | Última aparició       | Aparicions amb el Tercer Doctor |
| ---------------------------- | ----------------- | ---------- | ------------------------ | --------------------- | ------------------------------- |
| Brigadier Lethbridge-Stewart | Nicholas Courtney | 7–11       | Spearhead from Space     | Planet of the Spiders | 16                              |
| Sargento Benton              | John Levene       | 7–11       | The Ambassadors of Death | Planet of the Spiders | 12                              |
| Mike Yates                   | Richard Franklin  | 8–11       | Terror of the Autons     | The Five Doctors      | 10                              |

### Quart Doctor
| Company          | Actor                              | Temporades | Primer serial        | Últim serial          | Aparicions amb el Quart Doctor |
| ---------------- | ---------------------------------- | ---------- | -------------------- | --------------------- | ------------------------------ |
| Sarah Jane Smith | Elisabeth Sladen                   | 12–14      | Robot                | The Hand of Fear      | 13                             |
| Harry Sullivan   | Ian Marter                         | 12–13      | Robot                | Terror of the Zygons  | 7 (6 com acompanyant)          |
| Leela            | Louise Jameson                     | 14–15      | The Face of Evil     | The Invasion of Time  | 9                              |
| K-9 Modelo I     | John Leeson (voz)                  | 15         | The Invisible Enemy  | The Invasion of Time  | 4                              |
| K-9 Modelo II    | John Leeson David Brierley (voces) | 16-18      | The Ribos Operation  | Warriors' Gate        |                                |
| Romana           | Mary Tamm Lalla Ward               | 16–18      | The Ribos Operation  | The Armageddon Factor | 18                             |
| Adric            | Matthew Waterhouse                 | 18         | Full Circle          | Logopolis             | 5                              |
| Nyssa            | Sarah Sutton                       | 18         | The Keeper of Traken | Logopolis             | 2                              |
| Tegan Jovanka    | Janet Fielding                     | 18         | Logopolis            | Logopolis             | 1                              |

### Cinquè Doctor
| Company         | Actor              | Temporades | Primer serial     | Últim serial               | Aparicions amb el Cinquè Doctor |
| --------------- | ------------------ | ---------- | ----------------- | -------------------------- | ------------------------------- |
| Adric           | Matthew Waterhouse | 19         | Castrovalva       | Earthshock                 | 8 (6 com acompanyant)           |
| Nyssa           | Sarah Sutton       | 19–20      | Castrovalva       | Terminus                   | 12 (11 com acompanyant)         |
| Tegan Jovanka   | Janet Fielding     | 19–21      | Castrovalva       | Resurrection of the Daleks | 19 (18 com acompanyant)         |
| Vislor Turlough | Mark Strickson     | 20–21      | Mawdryn Undead    | Planet of Fire             | 11 (10 com acompanyant)         |
| Kamelion        | Gerald Flood (voz) | 20,21      | The King's Demons | Planet of Fire             | 3 (2 com acompanyant)           |
| Peri Brown      | Nicola Bryant      | 21         | Planet of Fire    | The Caves of Androzani     | 2                               |

### Sisè Doctor
| Company      | Actor           | Temporades | Primer serial                                    | Últim serial                               | Aparicions amb el Sisè Doctor |
| ------------ | --------------- | ---------- | ------------------------------------------------ | ------------------------------------------ | ----------------------------- |
| Peri Brown   | Nicola Bryant   | 21–23      | The Twin Dilemma                                 | The Trial of a Time Lord: Mindwarp         | 9                             |
| Melanie Bush | Bonnie Langford | 23         | The Trial of a Time Lord: Terror of the Vervoids | The Trial of a Time Lord: The Ultimate Foe | 2                             |

### Setè Doctor
| Company      | Actor           | Temporades | Primer serial     | Últim serial | Aparicions amb el Setè Doctor |
| ------------ | --------------- | ---------- | ----------------- | ------------ | ----------------------------- |
| Melanie Bush | Bonnie Langford | 24         | Time and the Rani | Dragonfire   | 4                             |
| Ace          | Sophie Aldred   | 24–26      | Dragonfire        | Survival     | 9                             |

### Vuitè Doctor
| Company        | Actriu          | Historia                | Aparicions amb el Vuitè Doctor |
| -------------- | --------------- | ----------------------- | ------------------------------ |
| Grace Holloway | Daphne Ashbrook | Doctor Who: La película | 1                              |

### Novè Doctor
| Company       | Actor          | Temporades | Primer serial   | Últim serial                 | Aparicions amb el Novè Doctor |
| ------------- | -------------- | ---------- | --------------- | ---------------------------- | ----------------------------- |
| Rose Tyler    | Billie Piper   | 1          | "Rose"          | "El momento de la despedida" | 13                            |
| Adam Mitchell | Bruno Langley  | 1          | "Dalek"         | "Una jugada larga"           | 2                             |
| Jack Harkness | John Barrowman | 1          | "El niño vacío" | "El momento de la despedida" | 5                             |

### Desè Doctor
| Company                 | Actor             | Temporades           | Primer serial                | Últim serial                 | Aparicions amb el Desè Doctor |
| ----------------------- | ----------------- | -------------------- | ---------------------------- | ---------------------------- | ----------------------------- |
| Rose Tyler              | Billie Piper      | 2, 4                 | "La invasión en Navidad"     | "El fin del viaje"           | 22 (18 com acompanyant)       |
| Mickey Smith            | Noel Clarke       | 2, 4                 | "Reunión escolar"            | "El fin del viaje"           | 10 (5 com acompanyant)        |
| Donna Noble             | Catherine Tate    | Especial 2006, 4     | La núvia fugitiva            | "El fin del viaje"           | 16 (14 com acompanyant)       |
| Martha Jones            | Freema Agyeman    | 3, 4                 | "Smith y Jones"              | "El fin del viaje"           | 19 (18 com acompanyant)       |
| Jack Harkness           | John Barrowman    | 3, 4                 | "Utopia"                     | "El fin del viaje"           | 6 (5 com acompanyant)         |
| Astrid Peth             | Kylie Minogue     | Especial 2007        | "El viaje de los condenados" | "El viaje de los condenados" | 1                             |
| Sarah Jane Smith        | Elisabeth Sladen  | 4                    | "La Tierra robada"           | "El fin del viaje"           | 4 (2 com acompanyant)         |
| Jackson Lake            | David Morrissey   | Especiales 2008-2010 | "El siguiente Doctor"        | "El siguiente Doctor"        | 1                             |
| Rosita Farisi           | Velile Tshabalala | Especiales 2008-2010 | "El siguiente Doctor"        | "El siguiente Doctor"        | 1                             |
| Lady Christina de Souza | Michelle Ryan     | Especiales 2008-2010 | "El planeta de los muertos"  | "El planeta de los muertos"  | 1                             |
| Adelaide Brooke         | Lindsay Duncan    | Especiales 2008-2010 | "Las aguas de Marte"         | "Las aguas de Marte"         | 1                             |
| Wilfred Mott            | Bernard Cribbins  | Especiales 2008-2010 | "El fin del tiempo"          | "El fin del tiempo"          | 8 (1 com acompanyant)         |

### Onzè Doctor
| Company       | Actor          | Temporades | Primer serial             | Últim serial                             | Aparicions amb l'Onzè Doctor |
| ------------- | -------------- | ---------- | ------------------------- | ---------------------------------------- | ---------------------------- |
| Amy Pond      | Karen Gillan   | 5–7        | "En el último momento"    | "Los ángeles toman Manhattan"            | 33 (31 com acompanyant)      |
| Rory Williams | Arthur Darvill | 5–7        | "Los vampiros de Venecia" | "Los ángeles toman Manhattan"            | 27 (24 com acompanyant)      |
| River Song    | Alex Kingston  | 6-7        | "El astronauta imposible" | "El nombre del Doctor"                   | 12 (6 com acompanyant)       |
| Craig Owens   | James Corden   | 6          | "Closing Time"            | "Closing Time"                           | 2 (1 com acompanyant)        |
| Clara Oswald  | Jenna Coleman  | 7          | "Los hombres de nieve"    | "Especial de Navidad 2013 de Doctor Who" | 10 (9 com acompanyant)       |

### Dotzè Doctor
| Company      | Actor         | Temporades | Primer serial | Últim serial | Aparicions amb el Dotzè Doctor |
| ------------ | ------------- | ---------- | ------------- | ------------ | ------------------------------ |
| Clara Oswald | Jenna Coleman | 8–         | Temporada 8   | Actualidad   | -                              |